# نور 2 (قمر صناعي)
نور 2: هو ثاني قمر اصطناعي عسكري إيراني الصنع والتصميم متعدد الأغراض، يوضع في مدار حول الأرض (LEO) والذي تم إطلاقه سنة 2022م. ويُعتبَر النسخة الثانية من القمر الصناعي الإيراني نور 1 الذي أُطلِقَ يوم الأربعاء الموافق 22 نيسان/ أبريل 2020م، حيث يُعَد أول قمر اصطناعي عسكري يتم أرساله إلى الفضاء. ويُعَد إنجازٌ تكنولوجي لطهران، حيث دخلت جمهورية إيران نادياُ محدوداً من الدول القادرة على صنع وإطلاق أقمار صناعية. ان من أهداف إطلاق القمر الصناعي الإيراني نور-2، هو القيام بمهام إستطلاعية وقياسية، بما في ذلك إرسال صور عن مسافة 500 كم لرصد الكوارث الطبيعية مثل الفيضانات والزلازل. حيث يمكن استخدام نتائج المعلومات التي يرسلها القمر «نور -2»، لأغراض عامة ودفاعية. وتم إطلاق القمر الصناعي الإيراني نور-2 في شهر آذار/ مارس من سنة 2022م من قِبَل القوة الجوفضائية التابعة للحرس الثوري الإيراني باستخدام ناقل الأقمار الصناعية (قاصد) مزدوج الوقود وثلاثي المراحل من صحراء منطقة شاهرود ووضعه في مدار الأرض على إرتفاع 500 كيلومتر. وبسرعة 6.7 كيلومتر/ ثانية وفي غضون 480 ثانية بعد الإطلاق. ويدور هذا القمر الصناعي حول الأرض مرة كل 90 دقيقة، ومهمته تمتد 3 أعوام على الأقل. وقد أعلن وزير الاتصالات الإيراني عيسى زارع بور إلتقاط الإشارات الأولى من نور 2 من قِبَل المحطات الأرضية بنجاح. وبدوره أشاد قائد وحدة الفضاء الخارجي في حرس الثورة الإيراني، العميد علي جعفر آبادي بالتجربة الناجحة للقوة الجو-فضائية لحرس الثورة، من خلال إطلاق القمر الصناعي الإيراني «نور-2»، والذي استقر في المدار 500 كم حالياً. وأشار إلى أن عملية إنتاج القمر الصناعي الإيراني قد تم إنجازها بواسطة حرس الثورة، لكن جميع المؤسسات والمراكز الإيرانية الناشطة في مجال الفضاء الخارجي، ساهمت فيه، بما في ذلك الشركات المعرفية وجامعات البلاد، وهو ما يُعَد إنجازاً وطنياً هائلاً. وقد نشرت قيادة الدفاع الجوي الفضائي لأميركا الشمالية (NORAD) على موقعها أولى المعلومات المدارية ثنائية الخط المعروفة باسم (Two Line Elements) للقمر الصناعي نور-2 والتي تحوي نقاطاً لافتة. ووفقاً لهذه المعطيات فإن الإنحدار المداري للقمر الصناعي نور-2 هو (58.3) درجة حيث يبين هذا الرقم الزاوية بين صفحة الإستواء والصفحة المدارية للقمر الصناعي. كما تشير المعطيات إلى ان القمر يدور حول الأرض 15 مرة يومياً. وتثبت المعلومات الدقة العالية لحامل الأقمار الصناعية في وضع القمر الصناعي نور-2 في المدار، اذ ان دقة وضع القمر يمكن إثباته من العدد الواقع تحت عنوان (eccentricity) أو الطرد المركزي وهو هنا (0.00096) أي انه عدد أقل من (1) بالألف مما يبين الدقة العالية جداً لحامل الأقمار الصناعية قاصد في وضع القمر الصناعي نور-2 في المدار 500 كم بحيث ان المدار الدوراني لهذا القمر جاء بصورة دائرة تماماً. ان تسجيل هذا الرقم حين وضع القمر الصناعي في المدار مؤشر إلى ان حامل الأقمار الصناعية قاصد كان أداؤه بأفضل صورة ممكنة ومن دون أي نقص ويمكن مقارنته مع دقة وضع الأقمار الصناعية في المدار بواسطة حاملات الأقمار الصناعية من الطراز الأول في العالم.

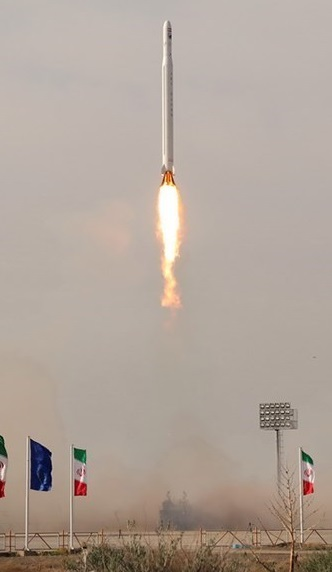
القمر الصناعي نور 1، هو أول قمر صناعي عسكري إيراني تم وضعه بنجاح في مدار حول الأرض

## إطلاق القمر الصناعي الإيراني نور 2
ان ثاني قمر صناعي عسكري إيراني والذي يحمل اسم نور 2، تم إطلاقه إلى الفضاء الخارجي من القاعدة الفضائية التابعة لقوات الجوفضاء للحرس الثوري الإيراني من منطقة صحراء شاهرود. وذلك على متن ناقل الأقمار الصناعية (قاصد) المنتج محلياً داخل جمهورية إيران. وتم تزويد الصاروخ الفضائي قاصد بمحركات فضائية مصنعة من «مواد مؤلفة» خفيفة ومواكبة لأحدث التقنيات في العالم. حيث تم اعتبار ذلك إنجازاً كبيراً وتطوراً حديثاً في المجال الصاروخي الإيراني. ويأتي ذلك في إطار برنامج تقول الولايات المتحدة الأمريكية إنه غطاء لتطوير صواريخ إيرانية.

## أداء القمر
تمت السيطرة على عملية الإطلاق الخاصة بالقمر الصناعي الإيراني نور-2 من المحطات الأرضية الموجودة داخل جمهورية إيران. وبعد يوم من الإعلان عن إطلاق هذا القمر الصناعي. أكد العميد جعفر آبادي قائد الوحدة الفضائية للقوة الجوفضائية بالحرس الثوري الإيراني «بأنه وفقاً لأحدث تقرير وصلني من مركز التحكم بالقمر الصناعي، فإنه الآن يتحرك في جنوب إيران فوق بحر عمان ويصل في الساعة العاشرة (السادسة والنصف مساءً بتوقيت غرينتش) إلى جنوب روسيا ويعبر في الساعة الحادية عشرة (السابعة والنصف مساءً بتوقيت غرينتش) من أميركا الشمالية».

## الصاروخ الفضائي الحامل للقمر الصناعي الإيراني نور 2
يعمل الصاروخ قاصد المتطور إيراني الصنع الذي حمل القمر الصناعي نور-2 إلى الفضاء الخارجي بثلاثة مراحل وبوقود مزيج من الصلب والسائل. وقد تم إرسال ثلاث أقمار صناعية عسكرية من سلسلة نور على متنه، وهذه الأقمار هي نور1 ونور2 ونور3. ويُعَد صاروخ قاصد أول صاروخ يحمل أول قمر صناعي عسكري إيراني يُطلَق عليه نور-1 إلى مدار 425 كيلومتر، كما ويُعَد أيضاً أول صاروخ ذو ثلاث مراحل تمت صناعته في جمهورية إيران. وبوقود مزيج من الصلب والسائل وهو ما يطلق عليه (بالوقود المركب). حيث استخدمت جمهورية إيران مزيجاً من الوقود السائل والصلب في صاروخ قاصد وهي تكنولوجيا متطورة جداً، وهناك القليل من الدول التي لها القدرة على إستخدام مثل هذه التكنولوجيا المتطورة. وقد تم كتابة إسم الصاروخ الحامل قاصد على جسم الصاروخ نفسه، وكذلك كتابة الآية القرآنية (سُبْحانَ الَّذِی سَخَّرَ لَنا هذا وَما کنّا لَهُ مُقْرِنِینَ). وقد إعترفت الولايات المتحدة الأمريكية بنجاح جمهورية إيران بإطلاق أول قمر صناعي عسكري لها وذلك من خلال تأكيد القوات الجوية الأميركية أن إيران نجحت في إطلاق أول قمر اصطناعي، مشيرةً إلى أنها راقبت عملية الإطلاق. وفي بيانٍ لها، أكدت القوات الجوية الأميركية أن سرب التحكم ومراقبة الفضاء الثامن عشر التابع لها رصد جسدين وهما، قمر نور (رقم 45529 في ملف الأجسام الفضائية)، وجزء من الصاروخ الحامل قاصد (رقم 45530) من الإطلاق الفضائي من جمهورية إيران. كما أفادت شبكة سي إن إن الأمريكية، بأن وزارة الدفاع الأمريكية (البنتاجون) تأكدت من نجاح تجربة إطلاق القمر الصناعي للمرة الأولى. ونقلت الشبكة عن (البنتاجون) قولها: إن التقييم الأمريكي خلص إلى أن تجربة إطلاق قمر صناعي إيراني تمت بنجاح للمرة الأولى. وأعلنت مراصد فضائية خاصة ومواقع للرصد الفضائي أنها رصدت القمر الصناعي الإيراني نور واحد وهو يحلق فوق إيران وفوق الولايات المتحدة وفوق دول أخرى منها باكستان. كما أعلنت أنها إلتقطت إشارات القمر الصناعي الإيراني فوق بحر العرب وفوق المحيط الهندي.

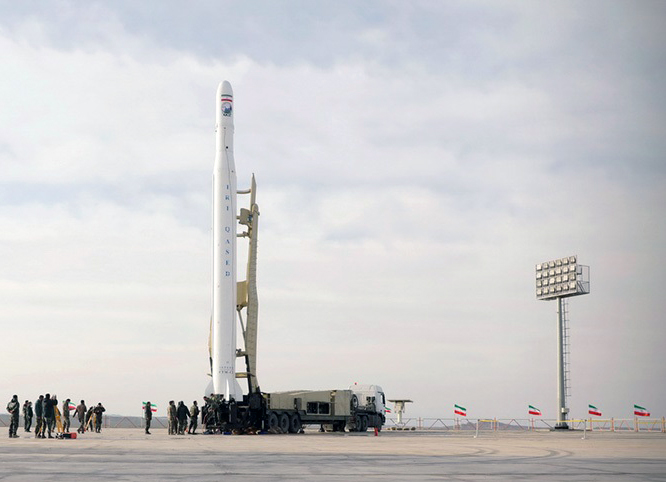
صاروخ قاصد الفضائي الإيراني في محطة الإطلاق استعداداً لإطلاقه

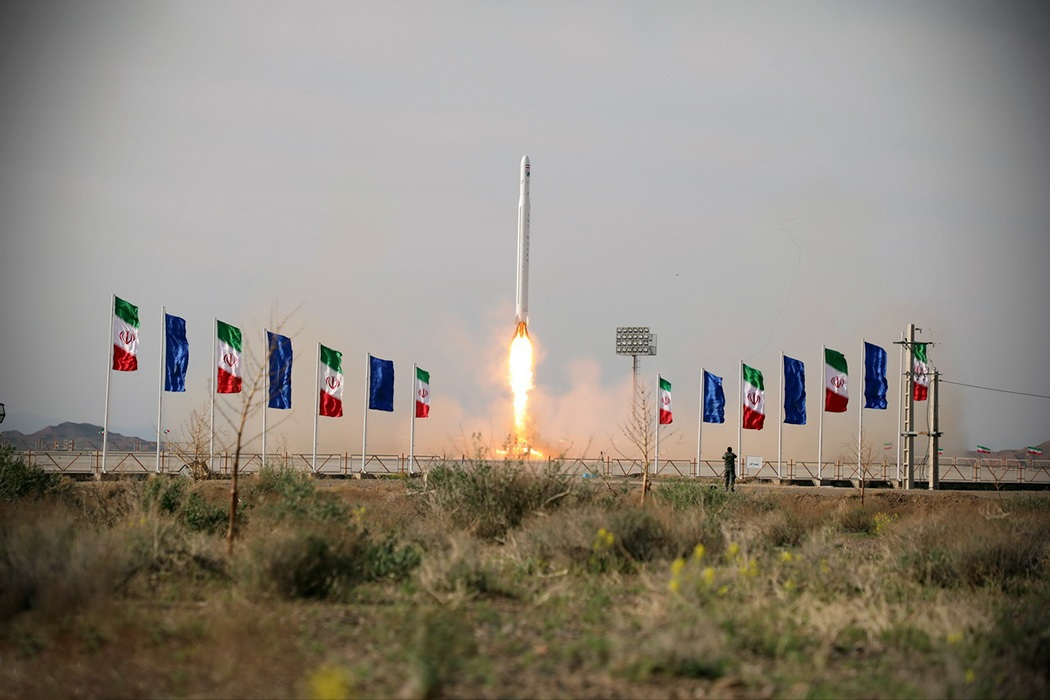
صاروخ قاصد الفضائي بعد الإطلاق

## ردود أفعال
الولايات المتحدة
أعربت الولايات المتحدة الأمريكية مراراً عن قلقها إزاء عمليات الإطلاق هذه، التي يمكن أن تعزز تكنولوجيا الصواريخ الباليستية الإيرانية، وذلك بحسب ما ذكرت قناة فرانس 24. في حين تصر جمهورية إيران على أنها لا تسعى لامتلاك أسلحة نووية وإن عمليات إطلاق أقمارها الصناعية وصواريخها تأتي في سياق تحقيق أغراض مدنية أو دفاعية فقط.
 المملكة المتحدة
وكالة الأنباء العالمية رويترز:
أفادت وكالة الأنباء العالمية رويترز، والتي تتخذ من بريطانيا مقراً رئيسياً لها في مقال إن وضع القمر الصناعي الثاني في الفضاء يُعَد تقدماً كبيراً على الصعيد العسكري لإيران، ويثير مخاوف بشأن برامج إيران النووية والصاروخية. وأشار هذا المقال أيضاً إلى أن العديد من معاهد البحوث ووكالات الفضاء الإيرانية تخضع لحظر أميركي، وأن هذه النجاحات قد تحققت على الرغم من الإجراءات المفروضة على طهران.
 إسرائيل
تايمز أوف إسرائيل:
سعى موقع تايمز أوف إسرائيل في مقال إلى الإيحاء بأن برنامج إيران الفضائي وعلومه التطبيقية تمثل تهديداً للمحادثات النووية. وحاول القول بأن إيران تتعرض لضغوط من أجل التوصل إلى إتفاق. يأتي هذا على الرغم من أن إيران صرحت مراراً وتكراراً أن برنامجها الفضائي والصاروخي غير قابل للتفاوض بأي شكل من الأشكال.
 إيران
▪وزير الاتصالات وتكنولوجيا المعلومات: أكد وزير الاتصالات الإيراني، عيسى زارع بور، في وقت سابق، أن "إيران قادرة على صنع أي قمر إصطناعي". وقال زارع بور، في تصريحات نقلتها وكالة الأنباء الإيرانية (إرنا)، إن "إيران باتت من الدول العشر في العالم صاحبة تكنولوجيا إطلاق الأقمار الإصطناعية إلى الفضاء"، مؤكداً القدرة على صنع أي قمر إصطناعي في ظل طاقات الشباب الإيراني". وقد كتب وزير الاتصالات وتقنية المعلمات الإيراني علي زارع بور في موقع "إنستغرام" بمناسبة إطلاق القمر الصناعي الإيراني نور2: "إن جهود وجهاد شباننا الثوريين والمختصين أثمرت عن تحقيق النجاح في إطلاق قمر (نور 2) على متن صاروخ (قاصد) ووضعه على مدار يبعد 500 كيلومتر عن سطح الأرض للمرة الأولى وتم تثبيت وضع الأقمار الصناعية على طبقة ليو والتي وجه بها رئيس الجمهورية وأقره اجتماع المجلس الأعلى للفضاء في الحكومة".
▪القائد العام للحرس الثوري الإيراني: اعتبر القائد العام للحرس الثوري الإيراني اللواء حسين سلامي، الإطلاق الناجح للقمر الصناعي (نور 2) مؤشراً للانتصار في المعركة التكنولوجية ضد الأعداء. وفي كلمته خلال مراسم الإطلاق، أشاد اللواء سلامي بهذا الإنجاز العظيم، معتبراً اقتحام الفضاء أحد مؤشرات الدول المتقدمة. وأشار إلى ان الجمهورية الإسلامية تُعُد أول دولة إسلامية تطلق قمراً صناعياً إلى الفضاء وتضعه في المدار حول الأرض، موجهاً الشكر والتقدير والتهنئة لقائد القوة الجوفضائية للحرس الثوري العميد علي أكبر حاجي زادة والكوادر المتفانية في منظمة الجهاد وأبحاث الإكتفاء الذاتي في حرس الثورة لجهودهم الدؤوبة وتحقيقهم هذا الإنجاز العظيم رغم الحظر المفروض. واعتبر هذا الحدث والإنجاز المهم ليس عملاً تكنولوجياً فقط، بل هو تعبير عن التغلب على محاولات أرادت تكبيلنا في الأرض، وأضاف: لقد تمكنا اليوم من التغلب على العدو وان نحقق هذه التكنولوجيا المعقدة والمعرفة الحديثة وان نحولها إلى منتوج ناجح.
▪قائد القوة الجوفضائية: أعلن قائد القوة الجوفضائية في الحرس الثوري الإيراني، العميد أمير علي حاجي زاده، في وقتٍ سابق، نجاح اختبار إطلاق أول قمر إصطناعي إيراني يعمل بالوقود الصلب، لافتاً إلى إستعداد بلاده لإطلاق العديد من الأقمار الفضائية مستقبلاً. وقال علي حاجي زاده: "من الآن فصاعداً، ستطلق إيران العديد من الأقمار الصناعية إلى الفضاء بمحركات رخيصة، وأن الأقمار الصناعية الإيرانية الجديدة مصنوعة من أجسام غير معدنية وغير مركبة ودوافعها غير قابلة للتحرك، ما سيزيد من طاقة الصواريخ ويجعلها موفرة في التكاليف 
▪قائد الوحدة الفضائية للقوة الجوفضائية: أكد قائد الوحدة الفضائية للقوة الجوفضائية بالحرس الثوري الإيراني العميد علي جعفر آبادي، ان القمر الصناعي الإستشعاري يجمع المعلومات البصرية وهي معلومات عامة تماماً ولها إستخدامات مختلفة من ضمنها في المجال الدفاعي كمعرفة الأهداف وتحركات العدو وفي المجال المدني في القطاعات الزراعية أو الحوادث الطبيعية. وحول خصائص  القمر الصناعي (نور-2) قال: ان القمر الصناعي نور 2 أفضل من القمر الصناعي نور 1 من حيث دقة التصوير ووضوحه كما استخدمنا مجسات رقمية متطورة. وبشأن تطوير منصات الإطلاق والصواريخ الحاملة للأقمار الصناعية قال: لقد كانت بداية طريقنا مع «قاصد» وفي خطوات لاحقة سنتجه نحو محركات أكبر وسنصل إلى صاروخ بقدرة أكبر. وأضاف: ان خارطة الطريق هي أن نصل إلى محركات فضائية بقابلية اطمئنان أكبر ومن ثم نستخدم هذه المحركات على أساس المهمة التي يتم تعريفها.
▪مدير مركز العلاقات العامة والإعلام بوزارة الاتصالات وتكنولوجيا المعلومات الإيراني: كتب مدير مركز العلاقات العامة والإعلام بوزارة الاتصالات وتكنولوجيا المعلومات الإيراني مهدي سالم في تغريدة على تويتر: ان وضع القمر الصناعي «نور 2» في المدار 500 كم حول الأرض تم بهمم العلماء المؤمنين والخبراء في الحرس الثوري بواسطة حامل الأقمار الصناعية «قاصد» ثلاثي المراحل.

## معرض الصور

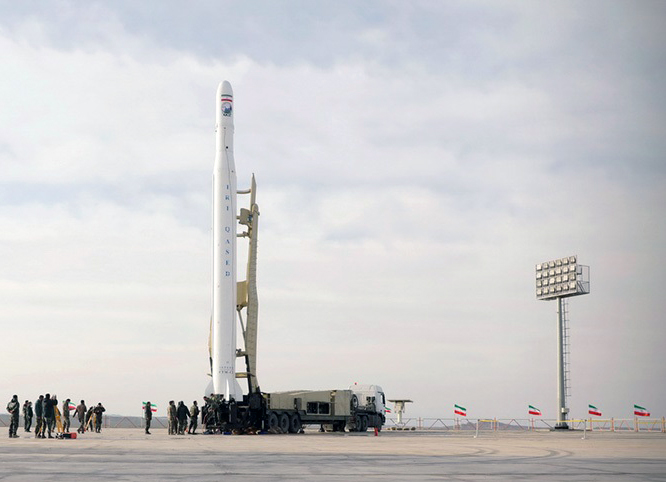
صاروخ قاصد الفضائي في محطة الإطلاق استعداداً لإطلاقه

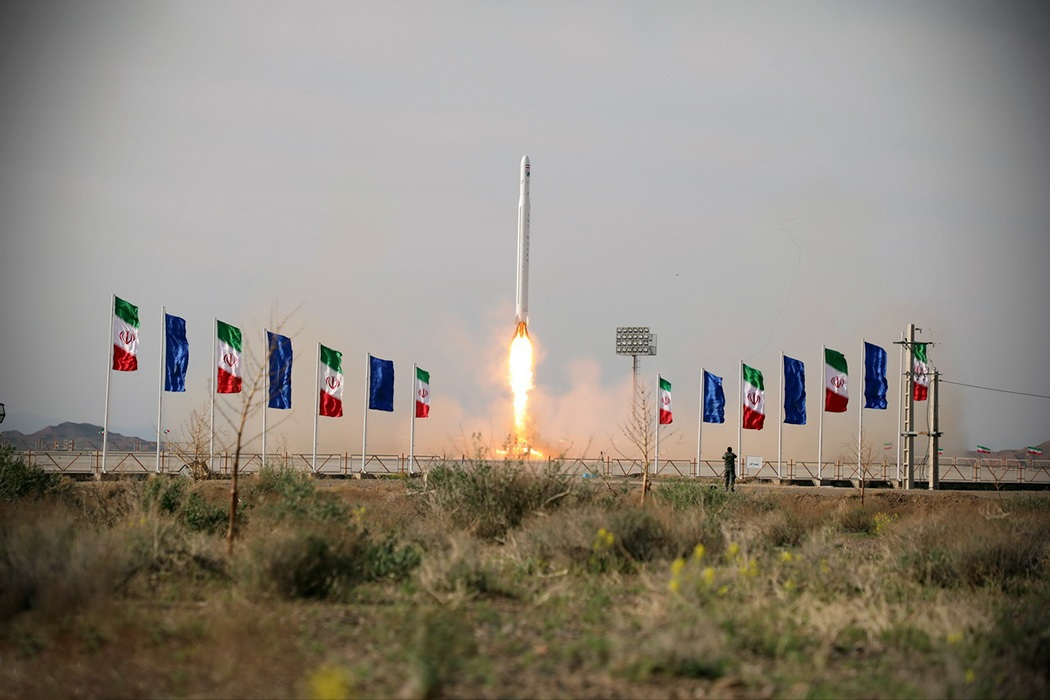
صاروخ قاصد الفضائي بعد الإطلاق

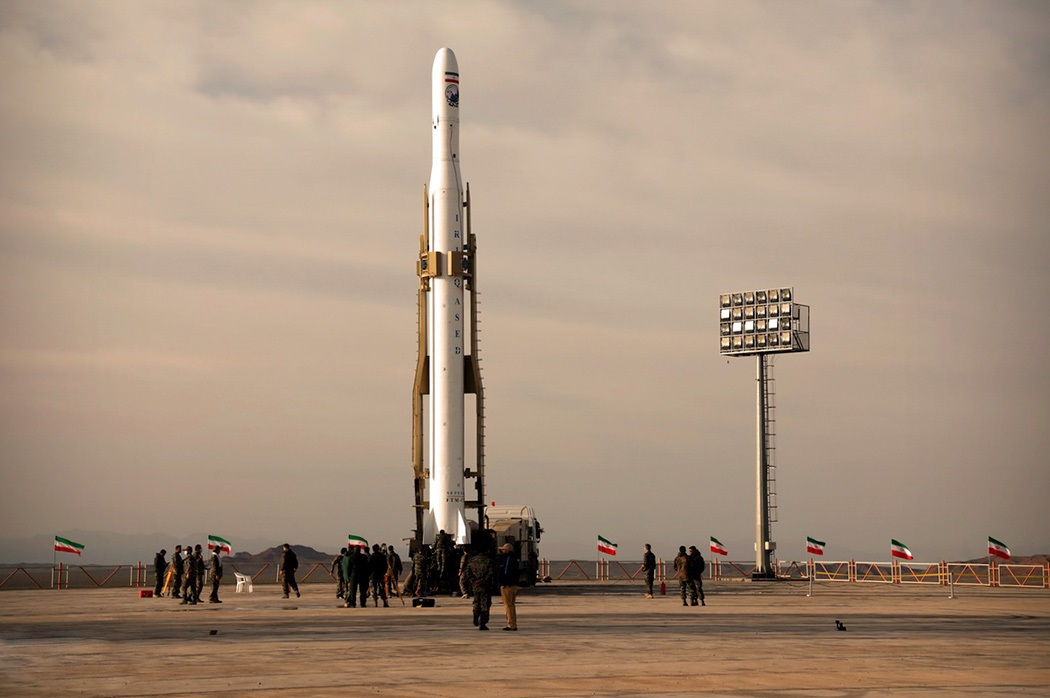
الصاروخ الفضائي الإيراني قاصد -1

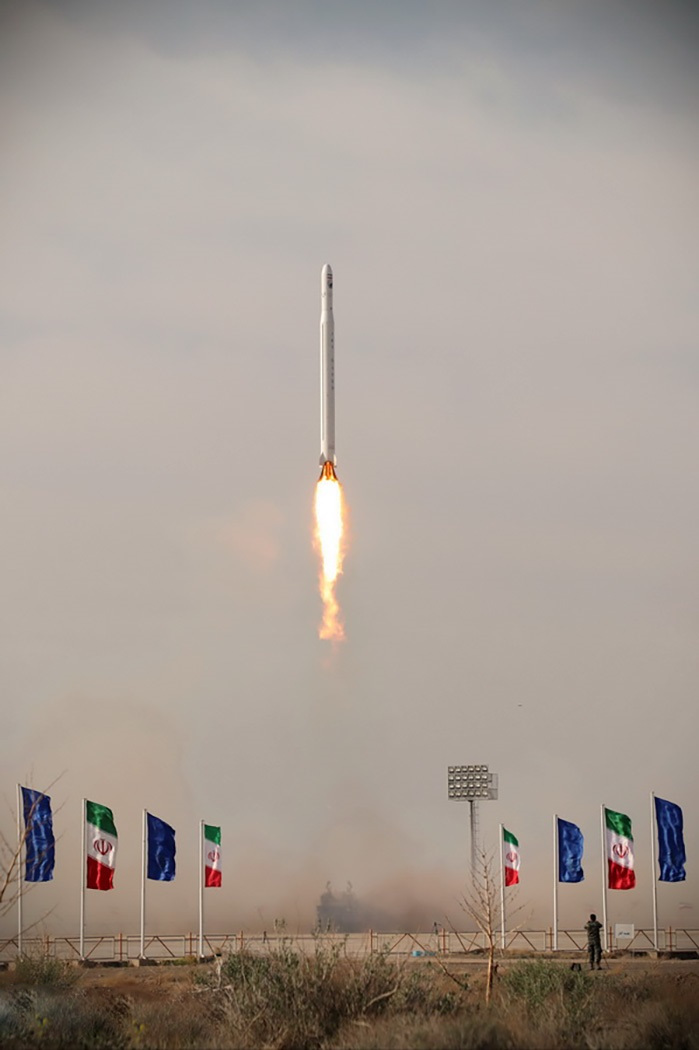
صاروخ قاصد الفضائي بعد الإطلاق

## مواضيع ذات صلة
- وكالة الفضاء الإيرانية
- عماد (صاروخ باليستي)
- نازعات (عائلة صواريخ)
- صاروخ توسن المضاد للدروع
- سومار (صاروخ جوال)
- قيام 1 (صاروخ باليستي)
- سفير (عائلة صواريخ)
- مدفع عاصفه الرشاش
- نويد (قمر صناعي)
- كاوشكر (عائلة صواريخ)
- محرك آرش الفضائي
- برنامج الصواريخ الإيرانية